# Список приладів опалення і особистого обігріву за рівнем енергозбереження
Список приладів опалення та індивідуального обігріву, складений за рівнем енергозбереження, тобто ефективності використання енергетичних ресурсів. Його сформовано відповідно до типу енергоносіїв, які споживають ці прилади.

## Електрообігрівачі
| Назва приладу                                                            | Приблизне споживання електроенергії (ватів) для обігрівання 10 м² площі за 1 годину (як єдиний обігрівач) | Переваги та недоліки приладів                                                                    |
| ------------------------------------------------------------------------ | --- | ------------------------------------------------------------------------------------------------ |
| Тепловентилятор (або теплова гармата) з металевим нагрівальним елементом | 1000 ватів                                                                                                | Швидко нагріває повітря. Дуже низька енергоефективність.                                         |
| Масляний обігрівач (або масляний камін)                                  | 1000 ватів                                                                                                | Довго зберігає тепло. Дуже низька енергоефективність.                                            |
| Електричний конвектор                                                    | 900 ватів                                                                                                 | Низький рівень шуму, досить швидкий обігрів. Помірна енергоефективність.                         |
| Електропіч (ПЕТ)                                                         | 850 ватів                                                                                                 | Сильно пересушує повітря, корпус нагрівається до високої температури. Низька енергоефективність. |
| Тепловентилятор з керамічним елементом                                   | 750 ватів                                                                                                 | Швидкий нагрів, середня енергоефективність.                                                      |
| Тепла підлога                                                            | 750 ватів                                                                                                 | Рівномірне прогрівання приміщення, приємне тепло знизу.                                          |
| Інфрачервоний обігрівач (з кварцовим елементом)                          | 700 ватів                                                                                                 | Добре прогріває предмети та поверхні. Енергоефективність залежить від сценарію використання.     |
| Керамічний обігрівач                                                     | 600 ватів                                                                                                 | Сучасний дизайн, помірна енергоефективність, не пересушує повітря.                               |
| Кондиціонер (з функцією обігріву, інверторний)                           | 300 ватів                                                                                                 | Висока енергоефективність. Може охолоджувати влітку.                                             |
| Тепловий насос (повітря–повітря, з інвертором)                           | 300 ватів                                                                                                 | Дуже висока енергоефективність. Працює навіть за низьких температур.                             |
| Карбоновий обігрівач                                                     | 300 ватів                                                                                                 | Висока енергоефективність. Приємне м’яке тепло.                                                  |

## Паливні обігрівачі
| Назва приладу                   | Приблизна кількість горючого палива, яку споживає прилад для обігрівання 10 м² площі приміщення протягом однієї години (як єдиний обігрівач)                  | Недоліки                                                                     |
| ------------------------------- | --- | ---------------------------------------------------------------------------- |
| Опалювальний котел (газовий)    | Споживання 300 см³ (природного газу) або 320 грамів (скрапленого газу) \|\| Зручний у розміщенні та використанні. Низька енергоефективність.                  |                                                                              |
| Газовий конвектор               | Споживання 125 см³ (природного газу) або 135 грамів (скрапленого газу) \|\| —                                                                                 |                                                                              |
| Газовий інфрачервоний обігрівач | Споживання 40 см³ (природного газу) або 50 грамів (скрапленого газу) \|\| Високий рівень енергозбереження. Високомобільний і портативний, легко переноситься. |                                                                              |
| Гасовий інфрачервоний обігрівач | Споживає 200 грамів керосину | Високомобільний і портативний, легко переноситься. Значно забруднює повітря. |

## Засоби особистого обігріву
| Назва приладу               | Приблизна кількість електроенергії чи пального, яку споживає прилад для обігрівання людини протягом однієї години | Переваги та недоліки                                                                                 |
| --------------------------- | --- | --- |
| Електроковдра (односпальна) | Споживає 60 ватів                                                                                                 | Зручна у використанні. Водночас у дешевих моделей без контролера температури висока пожежонебезпека. |
| Електроковдра (двоспальна)  | Споживає 100 ватів                                                                                                | Зручна у використанні. Водночас у дешевих моделей без контролера температури висока пожежонебезпека. |
| Одяг з підігрівом           | Електроспоживання: 10–30 ватів \|\| Зручний і енергоекономічний у використанні.                                   | |
| Каталітична грілка          | Споживає 1 міліграм високооктанового бензину, бажано найвищої якості                                              | Високомобільний і портативний. Легко переноситься.                                                   |